# Esther Bottomley
Esther Bottomley (* 8. Februar 1983 in Terrang) ist eine ehemalige australische Skilangläuferin.

## Werdegang
Bottomley nahm von 1999 bis 2004 am Continental-Cup teil. Von 2004 bis 2015 trat sie beim Australia/New Zealand Cup an, den sie 2008, 2010, 2011, 2012 und 2014 gewinnen konnte. Ihr erstes von insgesamt 46 Weltcuprennen lief sie im Dezember 2003 im Val di Fiemme, das sie mit dem 46. Platz im Sprint beendete. Bei den Olympischen Winterspielen 2006 in Pragelato holte sie den 52. Platz im Sprint. Den 50. Platz im Sprint erreichte sie bei den Olympischen Winterspielen 2010 in Vancouver. Im Januar 2011 schaffte sie in Liberec mit dem 33. Platz im Sprint, ihr bestes Weltcupeinzelergebnis. Ihr bestes Resultat bei den Olympischen Winterspielen 2014 in Sotschi war der 56. Rang im Sprint. Sie nahm an sieben Nordische Skiweltmeisterschaften teil, bei den der 44. Platz im Einzel bei den Nordischen Skiweltmeisterschaften 2011 in Oslo im Sprint und der 14. Rang mit der Staffel bei den Nordischen Skiweltmeisterschaften 2015 in Falun ihre bisher besten Platzierungen waren.
2010 und 2011 siegte sie beim Kangaroo Hoppet.

## Erfolge

### Siege bei Continental-Cup-Rennen

#### Siege im Einzel
| Nr. | Datum           | Ort             | Disziplin        | Serie                     |
| --- | --------------- | --------------- | ---------------- | ------------------------- |
| 1.  | 18. August 2002 | Falls Creek     | Sprint Freistil  | Continental Cup           |
| 2.  | 24. August 2002 | Perisher Valley | Sprint Freistil  | Continental Cup           |
| 3.  | 9. August 2003  | Perisher Valley | Sprint Freistil  | Continental Cup           |
| 4.  | 6. August 2005  | Perisher Valley | Sprint Freistil  | Australia/New Zealand Cup |
| 5.  | 5. August 2006  | Perisher Valley | Sprint Freistil  | Australia/New Zealand Cup |
| 6.  | 11. August 2007 | Falls Creek     | Sprint Freistil  | Australia/New Zealand Cup |
| 7.  | 9. August 2008  | Perisher Valley | Sprint Freistil  | Australia/New Zealand Cup |
| 8.  | 25. Juli 2009   | Perisher Valley | Sprint klassisch | Australia/New Zealand Cup |
| 9.  | 8. August 2009  | Falls Creek     | Sprint Freistil  | Australia/New Zealand Cup |
| 10. | 14. August 2010 | Perisher Valley | Sprint klassisch | Australia/New Zealand Cup |
| 11. | 23. Juli 2011   | Falls Creek     | Sprint klassisch | Australia/New Zealand Cup |
| 12. | 24. Juli 2011   | Falls Creek     | 5 km Freistil    | Australia/New Zealand Cup |
| 13. | 20. August 2011 | Perisher Valley | Sprint Freistil  | Australia/New Zealand Cup |
| 14. | 21. August 2011 | Perisher Valley | 5 km klassisch   | Australia/New Zealand Cup |
| 15. | 28. Juli 2012   | Perisher Valley | Sprint Freistil  | Australia/New Zealand Cup |
| 16. | 29. Juli 2012   | Perisher Valley | 5 km klassisch   | Australia/New Zealand Cup |
| 17. | 18. August 2012 | Falls Creek     | Sprint klassisch | Australia/New Zealand Cup |
| 18. | 27. Juli 2013   | Falls Creek     | Sprint Freistil  | Australia/New Zealand Cup |
| 19. | 28. Juli 2013   | Falls Creek     | 5 km klassisch   | Australia/New Zealand Cup |
| 20. | 2. August 2014  | Perisher Valley | Sprint klassisch | Australia/New Zealand Cup |
| 21. | 16. August 2014 | Falls Creek     | Sprint Freistil  | Australia/New Zealand Cup |

#### Siege im Team
| Nr. | Datum         | Ort             | Disziplin             | Serie                     |
| --- | ------------- | --------------- | --------------------- | ------------------------- |
| 1.  | 26. Juli 2009 | Perisher Valley | Teamsprint Freistil 1 | Australia/New Zealand Cup |

### Siege bei Skimarathon-Rennen
- 2010 Kangaroo Hoppet, 42 km Freistil
- 2011 Kangaroo Hoppet, 42 km Freistil

## Teilnahmen an Weltmeisterschaften und Olympischen Winterspielen

### Olympische Spiele
- 2006 Turin: 52. Platz Sprint Freistil
- 2010 Vancouver: 50. Platz Sprint klassisch
- 2014 Sotschi: 56. Platz Sprint Freistil, 61. Platz 10 km klassisch

### Nordische Skiweltmeisterschaften
- 2003 Val di Fiemme: 50. Platz Sprint Freistil
- 2005 Oberstdorf: 50. Platz Sprint klassisch
- 2007 Sapporo: 61. Platz Sprint klassisch
- 2009 Liberec: 58. Platz Sprint Freistil
- 2011 Oslo: 44. Platz Sprint Freistil, 52. Platz 15 km Verfolgung
- 2013 Val di Fiemme: 61. Platz Sprint klassisch
- 2015 Falun: 14. Platz Staffel, 49. Platz Sprint klassisch, 65. Platz 10 km Freistil